# Koto Gunung
Koto Gunung is een bestuurslaag in het regentschap Kuantan Singingi van de provincie Riau, Indonesië. Koto Gunung telt 653 inwoners (volkstelling 2010).